# 傅作霖 (順治進士)
傅作霖（？—？），字叔甘，河南登封縣人。清初政治人物。

## 生平
傅作霖於順治三年（1646年）中式丙戌科三甲進士。選庶吉士，散館授檢討。官至江南江安糧道。

## 家族
兄傅作舟，明崇禎解元。